# Bugil-myeon, Jangseong-gun
Bugil-myeon (koreanska: 북일면) är en socken i Sydkorea. Den ligger i kommunen Jangseong-gun i provinsen Södra Jeolla, i den södra delen av landet, 240 km söder om huvudstaden Seoul.